# Фактори транскрипції Pax
Гени парних боксів (PAX) кодують транскрипційні фактори (ТФ), керують ембріогенезом і мають вирішальне значення для підтримки плюрипотентності стовбурових клітин. Білки PAX характеризуються наявністю трьох консервативних елементів: двох ДНК-зв'язуючих доменів - парного домену (PD) і гомеодомену (HD) - і короткою октапептидною послідовністю (OP), розташованою між доменами PD та HD. PD складається з 128 амінокислот і встановлює специфічні для послідовності контакти з ДНК. Другий HD-домен парного типу, виявлений в декількох членах PAX, складається з 60 високо консервативних амінокислотних залишків. Він має гомологію з іншими продуктами генів гомеобоксу. PD може зв'язувати ДНК як незалежно, так і у вигляді кооперативної взаємодії з доменом HD. Сімейство PAX складається з дев'яти ТФ (PAX1-PAX9) у людей, а також у мишей (PAX1-PAX9). Вони діляться на підгрупи I-IV залежно від наявності, відсутності або усічення гомеодомену - підгрупи I (PAX1, PAX9), підгрупи II (PAX2, PAX5, PAX8), підгрупи III (PAX3, PAX7) і підгрупи IV (PAX4, PAX6) [225]. Важливість ролі генів PAX в розвитку підкреслює їх функція в регенерації тканин дорослих, а наслідки їх втрати, над-експресія або повторної експресії пов'язаної з патологією .

## Роль в ембріональному розвитку
Під час розвитку, часові та просторові прояви експресії генів PAX строго регулюються. Експресія PAX спостерігається під час проліферації клітин, але вимикається під час термінального диференціювання. Експресія гена Pax у дорослих тканинах часто пов'язана з гомеостазом тканин .

### Еволюційне значення
Гени PAX специфічні для тварин і до сих пір не виявлені в одноклітинних організмах, грибах або рослинах. Чотири гена PAX (PAX1 / 9, PAX2 / 5/8, PAX3 / 7 і PAX4 / 6) були виявлені в еволюційно древніх  хордових, амфіоксусах (наприклад, Brachiostoma floridae) і у покривників (наприклад, Ciona intestinalis). Філогенетичний аналіз показав, що у предків хордових був присутній один ген PAX кожної підродини, що призвело до утворення Pax у амфіокса. Згодом відбулися два великих раунди дуплікацій всього генома, що привело до безлічі копій підродини PAX у хребетних. Згодом відбулася ще одна часткова дуплікація, в результаті якої ссавці отримали дев'ять генів PAX. Альтернативний сценарій міг би полягати в тому, що більше генів PAX виникло б після двох дуплікацій всього геному, а потім було втрачені під час еволюції хребетних. 

## Участь в онкологічних процесах
Гени PAX, що відносяться до підгруп II і III, беруть участь в рухливості клітин, виживання клітин і самодостатності в сигналах зростання, таким чином сприяючи прогресуванню пухлини. І навпаки, гени PAX в підгрупах I і IV, які містять тільки один з цих доменів, рідко беруть участь в онкологічних захворюваннях або є індикаторами сприятливого прогнозу при раку.
Було виявлено, що PAX1 гіперметильовані в тканинах раку шийки матки. З іншого боку, PAX2 експресується при раку яєчників, нирково-клітинному раку і при деяких ракових захворюваннях сечового міхура, де він має вирішальне значення для виживання пухлини, оскільки PAX2 регулює поверхневу металопептидазу, A-дезінтегрін і металлопротеінази, що містить білок 10 (ADAM10) . Понад 70% клітинних ліній раку нирки несуть делеції / мутації в гені-супресорі пухлини Von Hippel Lindau, що, в свою чергу, сприяє експресії PAX2 в пухлинах нирок. При раку молочної залози Pv2 утворює комплекс з ядерних естрогенових рецепторів і регулює еритробластичиний онкоген B2 (ERBB2), визначаючи таким чином відповідь на тамоксифен. Крім того, стійкість до апоптозу при саркомі Капоші пов'язана з експресією PAX2. Було показано, що в більшості альвеолярних рабдоміосарком PAX3 піддається хромосомної перебудові з FOXO1 / FKHR. Злиття PAX3-FKHR в ARMS є сильним регулятором транскрипції і вважається домінуючою дією онкопротеїнів. PAX3 також експресується в первинних меланомах, і його експресія в сторожових лімфатичних вузлах розглядається в якості прогностичного маркера для агресивних пухлин з поганим результатом. PAX4 активується в людських інсуліномах і функціонує як фактор виживання в клітинах інсуліном щурів за допомогою активації Bcl-xL.
Більшість В-клітинних новоутворень, включаючи В-клітинні лімфоми, демонструють надекспресію PAX5. Однак в раку печінки PAX5 діє як супресор пухлин, взаємодіючи з сигнальним шляхом p53. При раку молочної залози експресія PAX5 підсилює епітеліальну поведінку пухлинних клітин і асоціюється з кращим прогнозом у пацієнток. Виявлено, що експресія PAX6 пригнічує інвазивність клітин гліобластоми шляхом регуляції експресії матрикс-металопротеїнази 2. Крім того, PAX6 також знижує ангіогенез і підвищує чутливість клітин гліоми до відшарування і окисного стресу.
Подібно PAX3, хоча і рідше, PAX7 також піддається перебудові з FOXO1 / FKHR в ARMS. PAX8 піддається перебудові з рецептором γ, що призводить до активування проліфератором пероксисом (PPARγ), в аденокарциномі щитоподібної залози. Також було показано, що PAX8 необхідний для базальної транскрипції E2F1 і підтримки стабільності ТФ, Rb, при раку нирки, яєчників і щитоподібної залози. Крім того, PAX8 також регулює активність теломерази в деяких клітинних лініях гліобластоми. PAX9 посилюється і бере участь в стимуляції проліферації клітин раку легенів. Індуковане онкогенами виживання клітин при оральному плоскоклітинному раку опосередковується PAX9. Таким чином, гени PAX грають головну роль в наданні переваг зростання і виживання ракових клітин шляхом регуляції клітинної пластичності.